# Scambio di popolazioni a Cipro del 1975
Lo scambio di popolazioni a Cipro (in greco Συμφωνία Κύπρος Ανταλλαγής Πληθυσμών?, in turco Kıbrıs Nüfus Mübadelesi Antlaşması) è stato un reinsediamento avvenuto nel 1975, dopo l'invasione delle forze armate turche nel 1974. Su suggerimento delle Nazioni Unite, fu sottoscritto un accordo tra greco-ciprioti e turco-ciprioti che diresse gli spostamenti tra le due parti dell'isola attraverso canali regolamentati.
Lo scambio di popolazioni avvenne secondo criteri etnici e riguardò i cittadini turco-ciprioti della Repubblica di Cipro e i cittadini greco-ciprioti dello stato federale turco settentrionale.

## Contesto
Il 20 luglio 1974 le forze turche sbarcarono a est di Kyrenia (o Girne) e avviarono l'operazione Atilla. Tuttavia, le truppe avanzarono solo lentamente, così che la maggior parte dei greco-ciprioti locali fu in grado di fuggire.
Dopo l'invasione turca del 1974, un totale di 162.000 greci ciprioti migrarono da nord a sud, mentre 45.000 turchi (65.000 secondo le stime turco-cipriote) si spostarono da sud a nord. Su iniziativa del segretario generale dell'ONU Kurt Waldheim, ripresero i i negoziati per risolvere la questione cipriota.

## Accordo di scambio di popolazioni
Nel terzo round dei colloqui di Vienna del 2 agosto 1975 le due parti del conflitto raggiunsero un accordo attuato sotto gli auspici delle Nazioni Unite, noto come "Accordo sullo scambio di popolazione" o "Raggruppamento volontario della popolazione". Venne sottoscritto da Glafkos Klerides per conto dei greci ciprioti e da Rauf Denktaş per la controparte turco-cipriota.
L'accordo, composto da cinque punti, dispose:
1. Ai turco-ciprioti attualmente nel sud dell'isola sarà consentito, se lo desiderano, di procedere verso nord con i loro averi nell'ambito di un programma organizzato e con l'assistenza dell'UNFICYP.
2. Il Sig. Denktaş (Rauf Denktaş) ha ribadito, ed è stato concordato, che i greco-ciprioti attualmente nel nord dell'isola sono liberi di rimanere e che sarà dato loro ogni aiuto per condurre una vita normale, comprese le strutture per l'istruzione e per la pratica della loro religione, così come le cure mediche da parte dei propri medici e la libertà di movimento nel Nord.
3. I greco-ciprioti, che attualmente si trovano nel nord di propria iniziativa, senza alcun tipo di pressione, e desiderino di stabilirsi nel sud, possono farlo.
4. L'UNFICYP avrà il libero e normale accesso ai villaggi e alle località greco-cipriote del nord.
5. Nell'ambito dell'attuazione del suddetto accordo sarà data priorità al ricongiungimento familiare, che potrà comportare anche il trasferimento di alcuni greco-ciprioti, attualmente al Sud, al Nord.

In seguito al conflitto e al terzo accordo di Vienna entrambi i territori risultarono quasi etnicamente omogenei, stabilendo una demarcazione molto chiara tra le due comunità. Un altro fattore che contribuì al consolidamento etnico del nord fu l'arrivo di immigrati dalla Turchia.
L'interpretazione turco-cipriota sostiene che si trattava di un accordo di scambio di popolazioni, mentre dal punto di vista greco-cipriota si trattava di una misura umanitaria temporanea.
I negoziati su una soluzione alla questione cipriota continuano ancora oggi.